# Растворённый органический углерод
Растворенный органический углерод или РОУ (англ. Dissolved organic carbon, DOC) это фракция от общего органического углерода которая проходит через фильтр из стекловолокна с размером пор в 0.7 микрон. Углеродные соединения, превышающий этот размер, называются Частицы органического углерода или ЧОУ (англ. Particulate organic carbon, POC).
Растворенный органический углерод (РОУ) является частью растворенной органической материи или РОМ (англ. Dissolved organic matter, DOM). Однако РОУ относится только к углероду, а РОМ это любая растворенная органическая материя которая включает в себя помимо углерода фосфор и азот.
Растворенный органический углерод (РОУ) распространен во всех акваториях, где составляет большую часть растворенной органической материи. Органические соединения, такие как аминокислоты, и сахара, практически полностью отсутствуют в воде и в основном состоит из сложных органических соединений таких ка хитин или целлюлоза.

## Источники РОУ

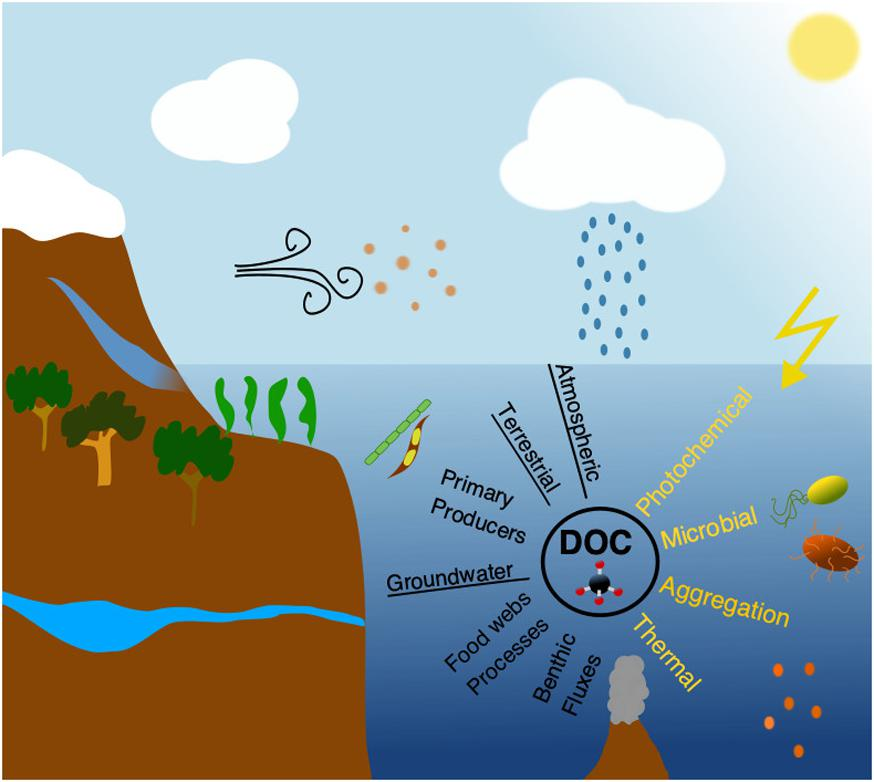
Источники растворенного органического углерода

## Доступность РОУ

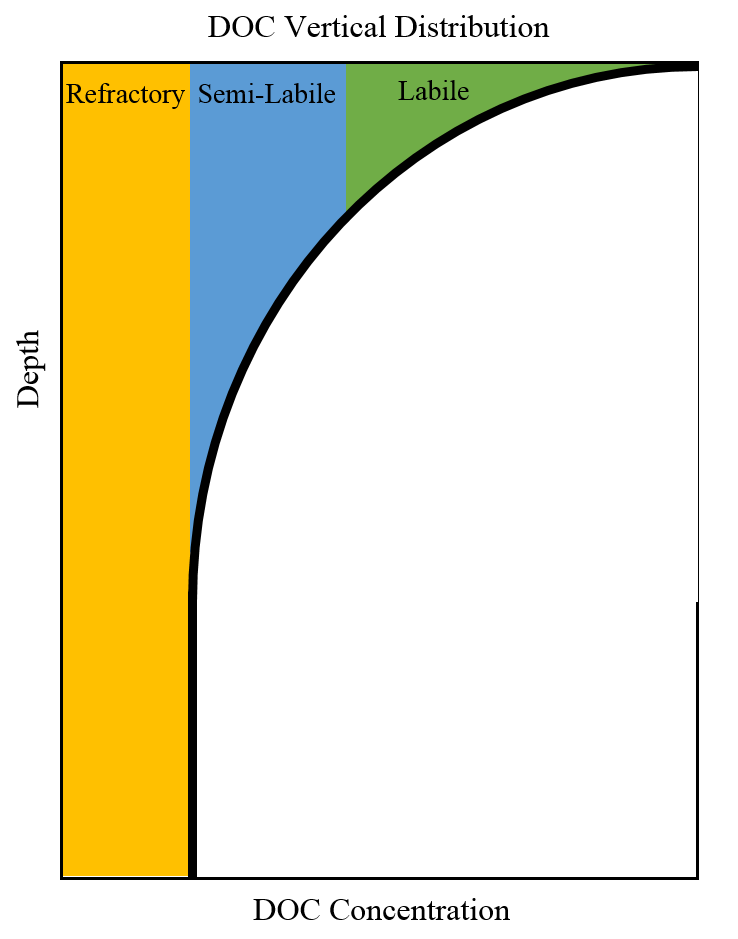
Доступность РОУ